# Tarek William Saab
Tarek William Saab est un homme politique, avocat et poète vénézuélien, né le 10 septembre 1962 à El Tigre (Anzoátegui). Ancien leader étudiant, il est chef du bureau aux droits de l'homme du conseil municipal de Caracas de 1993 à 1998, membre du Congrès du district fédéral de 1998 à 1999, membre de l'Assemblée nationale constituante de 1999, député à l'Assemblée nationale de l'État d'Anzoátegui de 2000 à 2004 et gouverneur du même État de 2004 à 2012. En 2014, l'Assemblée nationale l’élit défenseur du peuple. En 2017, il est nommé procureur général de la République par l'Assemblée nationale constituante,.

## Biographie

### Débuts
Né au sein d’une famille de marchands libanais, Tarek William Saab montre sa vocation d'écrivain à l’âge de quinze ans, quand il commence à publier des poèmes et des articles dans le journal Antorcha de sa ville natale. Leader étudiant et militant de mouvements d'extrême gauche depuis sa jeunesse, déjà à l'âge de 14 ans Saab rejoint l'ancien commandant du groupe guérillero « PRV-Ruptura » Douglas Bravo, devenant son assistant personnel dès la fin des années 1980 au milieu des années 1990,,. Il est élu président du Centre étudiant du Lycée Briceño Méndez de 1978 à 1980 et président de la Fédération des étudiants de la zone sud de l'État d'Anzoátegui de 1979 à 1980,.
À Mérida, il préside le comité des diplômés du secondaire sans quota de l'université des Andes de 1981 à 1982. À cette époque, il refuse de poursuivre ses études de littérature à l'université pour choisir d'étudier le droit à l'université Santa Maria de Caracas,.
Il est titulaire d'un master de droit pénal et d'études en droits de l'homme à l'université centrale du Venezuela (UCV).

### Carrière
Militant des droits de l'homme, il est l'un des partisans les plus connus du président Chávez. Il a été membre de l'Assemblée nationale constituante de 1999 à 2000, puis membre de l'Assemblée nationale de 2000 à 2004. Délégué du Mouvement Cinquième République, il est gouverneur de l'État d'Anzoátegui de 2004 à 2012 puis défenseur du peuple à partir du 22 décembre 2014.
Le 5 août 2017, l’Assemblée constituante le nomme au poste de procureur général de la République après avoir « suspendu » Luisa Ortega Díaz.
Nommé chef du Bureau des droits de l'homme du conseil municipal de Caracas au début des années 1990, il fonde la chaire en droits de l'homme de la préfecture de police de Caracas, dont il est professeur de 1994 à 1996. Dans la caserne de San Carlos, il rencontre le lieutenant-colonel Hugo Chávez, l’un des leaders du coup d'État de 1992, qu'il défend avec un groupe de juristes, réalisant à intercéder auprès du président Rafael Caldera pour obtenir sa grâce en 1994. Cette même année, il est nommé par le Venezuela pour le prix international des droits de l'homme « Reebok Human Rights Récompense ».
En 1997, il est nommé coordinateur du Comité pour la défense des disparitions politiques vénézuéliennes dans les années 1960, 1970, 1980 et 1990,.
Il fait partie de divers comités de défense des droits de l'homme et d'organisations non gouvernementales telles que la Commission Justice et Paix de Petare.

#### Membre du Parlement
Après la libération d’Hugo Chávez, il devient collaborateur au Mouvement Bolivarien Révolutionnaire-200 (MBR-200), l'antécédent le plus prochain du Mouvement V République (MVR), avec lequel il soutient activement la candidature de Chávez à la présidence en décembre 1998. Grâce à cette organisation politique, il est élu député au Congrès national aux élections de cette même année, occupant le poste de président de la Commission de la culture de la Chambre des députés. Il est ensuite élu membre de l'Assemblée nationale constituante pour rédiger la nouvelle Constitution de 1999, dont il préside la Commission des droits de l'homme et coordonne la rédaction du titre 3 de les Devoirs et droits de l'homme.
Compte tenu des préceptes de la nouvelle constitution, de nouvelles élections générales ont lieu en 2000. Il obtient le poste de député à l'Assemblée nationale, étant président de la Commission de la politique étrangère. En raison de cette nouvelle position, il se trouve dans la plus haute représentation parlementaire, ce qui lui permet d'accompagner le président Hugo Chávez dans ses tournées internationales. Cette année, dans le cadre de la délégation officielle du président vénézuélien, il visite dix pays membres de l'OPEP,.

#### Coup d'État du 11 avril
Au cours des événements du coup d'État du 11 avril 2002, Saab était dans une session convoquée par l'Assemblée nationale, dont il était président de la Commission de la politique étrangère. À la fin de la réunion, il part avec d'autres députés vers le palais de Miraflores pour soutenir le président Hugo Chávez. À 23 heures, après le coup d'État et après s'être entretenu avec le président, certains députés décident de se mettre en sécurité.
Saab rentre chez lui, le lendemain matin, pour accompagner ses deux enfants, de trois et sept ans. Quelques heures plus tard, une foule assiège sa résidence familiale. Saab est arrêté par une commission DISIP et enfermé dans le sous-sol de l'Helicoïde avec la militante chaviste Lina Ron.
En raison des pressions de la part de personnalités et de mouvements de défense des droits humains, Saab est libéré dans l'après-midi du 13 avril. Après sa libération, il fait des accusations d’avoir reçu des menaces durant sa détention d'être présenté devant des tribunaux militaires et d’avoir été agressé lors du transfert de sa libération. Ensuite, il part vers la chaîne d'État, Venezolana de Televisión, où il dirige la reprise du cette signal de télévision.
Des mois plus tard, Saab et le député Acción Democrática (l'Action démocratique) Edgar Zambrano président la commission de l'Assemblée nationale qui a enquêté sur les événements survenus pendant le coup d'État et qui se termine par l'identification des soldats impliqués.

#### Gouverneur de l’État d’Anzoategui

##### Période 2004-2008
En 2004, Saab décide quitter ses fonctions de député national pour aspirer aux élections régionales du gouverneur de son état natal d'Anzoátegui pour le MVR. Le 31 octobre, il obtient 57 % des votes (187 209), battant le candidat de l’opposition Antonio Barreto, succédant à David De Lima et devenant le cinquième gouverneur d'Anzoátegui.
En juin 2007, il affronte avec succès un processus de collecte de signatures, dirigé par l'ancien ministre Luis Alfonso Dávila, pour activer un référendum révocatoire contre lui. Après la dissolution du MVR, il rejoint le Parti socialiste unifié du Venezuela (PSUV).
Au cours de sa période comme gouverneur de l'État d'Anzoátegui, il réussit à réaliser d'importants travaux d'infrastructure, parmi lesquels on peut citer: la section 8 entre Unare et Píritu de l'autoroute Gran Mariscal de Ayacucho, le stade olympique José Antonio Anzoátegui, le complexe sportif Simón Bolívar, le Centre ophtalmologique José Leonardo Chirinos, la Maison pour personnes âgées « Tomás Moro », la récupération des hôpitaux Razetti de Barcelone et le Dr Luis Felipe Guevara Rojas à El Tigre, le Centre de diagnostic complet « Fabricio Ojeda » et l'Hôpital d'enfants « Dr. Rafael Tobías Guevara ». Quand son mandat a pris fin, Saab assure que 1500 travaux avaient été réalisés. D'autre part, pendant ce même mandat, les institutions culturelles suivantes ont été inaugurées: l'École d'Arts Visuels Armando Reverón, la Galerie d'Art Pedro Báez et le Centre Culturel Miguel Otero Silva. Dans cette période le buste de Federico García Lorca est dévoilé et la place en hommage à Bob Dylan est construite.

##### Période 2008-2012
En juin 2008, Saab remporte les élections internes de son parti pour aspirer à la réélection du gouvernement de l’État d’Anzoátegui lors des élections régionales suivantes. Le 23 novembre, il est réélu avec 55 % des votes (311 344), battant les candidats de l'opposition Gustavo Marcano et Benjamin Rausseo.
Durant cette nouvelle période en tant que gouverneur, il a inauguré de nouveaux travaux d'infrastructure, parmi lesquels se distinguent notamment: les autoroutes Fabricio Ojeda, Américo Silva et Noel Rodríguez; la station de purification des eaux d'El Viñedo, le Centre de diagnostic intégral (CDI) « Chema Saher », les lycées de Caripa et Luisa Cáceres de Arismendi, dix blocs opératoires et la salle d'hôpital pour femmes de l'hôpital Luis Razetti,, le belvédère d'El Tigre, le marché aux poissons de Los Boqueticos, le stade de football « Pancho Alegría », le pont « Américo Silva » et les boulevards « Eneas Perdomo » (à la plage Lido), « Silvio Rodríguez » (à la plage Cangrejo) et « Mercedes Sosa » (à la plage Los Canales).
Au cours de son mandat, 94 installations sportives ont été construites et de grandes réalisations ont été accomplies dans le milieu sportif. Le stade José Antonio Anzoátegui est devenu la maison dans laquelle l'équipe vénézuélienne de football a disputé la plupart de ses matchs à domicile. En 2011, l'État d'Anzoátegui a accueilli la 18e édition des Jeux nationaux des sports du Venezuela.
Dans le milieu culturel, plusieurs bustes ont été dévoilés comme « un hommage aux chanteurs et auteurs universels en faveur de la libération spirituelle du peuple ». En dehors des hommages à Federico García Lorca et Bob Dylan, les images de Rita Valdivia, Roque Dalton, Ernesto Sifontes, Bruce Springsteen, Victor « Chino » Valera Mora, Andrés Eloy Blanco, Ernesto « Che » Guevara, Neil Young, Fabricio Ojeda, Arthur Rimbaud et José Gervasio Artigas ont été inaugurés dans le parc Andrés Eloy Blanco,,. Du côté de la musique, il y a eu 13 festivals gratuits de musiciens nationaux.
En outre, huit maisons d'alimentation ont été ouvertes à Cantaura, Lechería, El Tigrito, Pariaguán, Anaco, Puerto La Cruz et El Tigre.

#### Défenseur du peuple
Le 22 décembre 2014, Saab est nommé défenseur du peuple (l’Ombudsman ou le médiateur) par l'Assemblée nationale. À cette époque, il était membre de la Commission Justice et Vérité, qui a prêté serment le 27 février 2014 avec la fonction d'enquêter sur les homicides, les tortures, les disparitions et les violations des droits de l'homme commis de 1958 à 1998.
Sa direction a renforcé le développement académique du bureau du médiateur. Saab garantit que 30 418 plaintes ont été traitées et 40 000 dossiers, ouverts depuis 2010, ont été résolus en 2015.
Par l'intermédiaire de la chambre criminelle de la Cour suprême de justice (TSJ), Saab intercède devant le pouvoir judiciaire pour demander la mise en liberté avec des mesures humanitaires pour les citoyens privés de liberté qui étaient malades. Il également négocie la libération des politiciens Yon Goicoechea et Wilmer Azuaje, 14 policiers de la municipalité de Chacao, ainsi que le changement d'assignation à résidence du chef de l'opposition Leopoldo López.
Par ailleurs, Saab rejette la participation de mineurs cagoulés aux manifestations de l'opposition et les attaques des militants chavistes contre les députés de l'opposition à l'Assemblée national. Il soutient les sanctions contre les responsables de la Garde nationale vénézuélienne soupçonnés d'avoir assassiné le jeune Fabián Urbina.
En 2017, il effectue une visite officielle au Liban et rencontre le président libanais, Michel Aoun, et le président du Parlement, Nabih Berri.

#### Conseil moral républicain
À la fin de l’année 2016, Tarek William Saab est nommé président du Conseil républicain de la morale. C'est l'organe directeur qui se compose du bureau du médiateur, du bureau du procureur général de la République et du Bureau du contrôleur général de la République. En 2017, il est ratifié au même poste,.

#### Procureur général de la République
Le 5 août 2017, pour séparer Luisa Ortega Díaz de son poste, geler ses biens et lui interdire de quitter le pays. Le premier jour de sa session, l'Assemblée nationale constituante a reçu la sentence de la Cour suprême dans laquelle la destitution de Luisa Ortega Díaz est annoncée.
C'est le constituant Diosdado Cabello qui propose la destitution d'Ortega Díaz et la nomination de Tarek William Saab comme procureur général « provisoire ». William Saab est nommé le nouveau chef du ministère public le même jour. Cabello a justifié la demande en disant : « Cela ne peut pas être laissé vide car cela va générer un problème que nous avons déjà eu avec l'inaction du ministère public ».
Depuis son arrivée au ministère public, Saab entreprend des réformes telles que la création du parquet national spécialisé dans la faune domestique et sauvage, le parquet national spécialisé dans les crimes de traite des femmes, le bureau du procureur national spécialisé dans les crimes de traite des enfants et des adolescents, L'École nationale des procureurs et un plan pour accélérer la livraison des véhicules volés,.
En ce qui concerne le cas connu sous le nom de « Cadivi-Cencoex », Saab assure que 200 nouvelles sociétés ont été ajoutées à cette enquête pour surévaluation et détournement de fonds. En raison de ces enquêtes, 21 hommes d'affaires accusés de mener des activités frauduleuses ont été privés de liberté. Il également annonce l'ouverture de deux enquêtes: une, contre Juan Pablo Guanipa, et une autre contre Rafael Ramírez en raison de sa relation avec Diego Salazar Carreño, liée aux enquêtes sur « l'affaire Andorre ». Saab affirme que 18 responsables de PDVSA avaient été capturés.
En février 2016, le député d'État Apure Julio Montoya dénonce un réseau de corruption et de blanchiment d'argent à la Banque d'Andorre, dont faisaient partie Nervis Villalobos et Diego Salazar Carreño. Montoya également accuse l'ancien vice-ministre du Développement énergétique et ancien président de l’Électricité de Caracas (EDC) Javier Alvarado Ochoa, l'ancien directeur de la Direction des services de renseignement et de prévention (DISIP) Carlos Luis Aguilera et l'ancien vice-ministre de l'Intérieur et de la sécurité des citoyens Alcides Rondón. Aucune enquête n'a été ouverte sur cette plainte.
Le 19 décembre 2017, Saab communique le démantèlement du cartel El Malecón, après l'arrestation de Yoel Palmar, accusé de trafic aggravé de stupéfiants et de substances psychotropes dans le mode de transport et association. Au cours de cette opération, 13 personnes ont été arrêtées, dont Jeffry Rojas, le coordinateur de la sécurité et de la plate-forme de la compagnie aérienne Laser, et plusieurs responsables de la Garde nationale vénézuélienne. Cette capture a été possible grâce à l'interception d'un appel téléphonique.
Saab est nommé président de la Commission de la vérité par l'Assemblée nationale le 14 juin 2018, compte tenu de la nomination du constituant Delcy Rodríguez au poste de vice-président du Venezuela,,. Le 26 septembre, Saab dénonce un détournement de fonds de 100 millions de dollars à PDVSA Gas Colombia. À partir de cette plainte, cinq mandats d'arrêt sont ordonnés. Les personnes impliquées sont accusées de leur propre corruption, d'un pacte entre le fonctionnaire et l'entrepreneur et d'une association criminelle,,.
Le 8 février 2018, Saab montre sa volonté de collaborer avec la Cour pénale internationale dans des enquêtes liées à des cas de violence survenus lors des manifestations de 2017 au Venezuela. Un peu plus tard, le 15 août, Saab annonce l'arrestation de 14 personnes impliquées dans l'attaque de drone contre le président Nicolás Maduro.
Le 25 juillet 2019, Saab assure qu'au cours de son mandat, 3 203 condamnations ont été prononcées pour des délits liés au trafic de drogue. À la suite du début d'un dialogue entre le gouvernement de Nicolás Maduro et l'opposition, le 18 septembre, Saab présente la libération du vice-président du parlement, Edgar Zambrano. Le lendemain, le 19 septembre, il notifie qu'au cours de son mandat il y avait eu 2 779 condamnations pour crimes d'homicide. Puis, le 17 octobre, il révèle la libération de 24 détenus, dans le cadre des accords de la «Table de dialogue»,. Presque à la fin de cette année, le 10 décembre, il obtient la condamnation de 131 fonctionnaires impliqués dans des actes de violation des droits de l'homme, dont deux responsables condamnés à 30 ans de prison, accusés d'avoir tenté d'assassiner et d'aveugler le jeune Rufo Chacón.
Le 27 janvier 2020, Saab annonce les accusations de 4335 personnes, dont 1340 ont été condamnées, concernant 8966 affaires de crimes d'abus sexuels contre des mineurs. Deux jours plus tard, le 29 janvier, il fait connaître l'arrestation au Venezuela d'Aída Merlano, une députée colombienne fugitive. Le 20 février, il assure la saisie de 88 tonnes de stupéfiants et de 42 avions liés à leur trafic. Sur 26 052 affaires, 37 490 actes d'accusation ont été déposés, 11 611 actes d'accusation et 3391 condamnations ont été prononcés pour ces crimes.
En juillet 2020, la Haut-Commissaire aux droits de l'homme des Nations unies (ONU), Michelle Bachelet, présente un rapport dans lequel elle a reconnu le travail de Tarek William Saab et de son équipe du ministère public en faveur de la défense des droits humains. Dans ce rapport, plusieurs paragraphes soulignent le travail de Saab. En ce sens, le document met en évidence: le travail du ministère public en faveur de la justice et en matière de torture et de mauvais traitements et son 'action diligente face aux décès survenus au centre pénitentiaire de Los Llanos. Les conclusions sont le résultat de l'enquête que Michel Bachelet a menée sur l'action du ministère public vénézuélien depuis sa rencontre avec Saab à Caracas en juin 2019. Le 14 septembre, dans un discours à la 45e session du Conseil des droits de l'homme à Genève (Suisse), Bachelet fait remarquer la collaboration du Procureur général, Tarek William Saab, pour faire progresser l'échange d'informations sur des cas individuels et des situations de droits de l'homme, ajoutant que Saab «a ratifié son engagement de faire avancer l'enquête sur 58 cas présumés des cas d'exécutions extrajudiciaires perpétrées par les forces de sécurité et dans 35 cas de décès documentés par mon bureau dans le cadre de manifestations.».
Dans le cadre des enquêtes sur des abus policiers, Saab annonce l'enquête sur plusieurs policiers pour violences commises contre des détenus, ainsi que l'arrestation de plusieurs chefs de police du FAES pour le meurtre de deux journalistes de Guacamaya TV, de quatre membres de la Garde nationale bolivarienne par le décès d'un citoyen lors d'une manifestation contre la pénurie d'essence et de cinq membres du FAES pour des décès survenus sur l'autoroute Caracas-La Guaira.

### Carrière littéraire
Saab commence à écrire de la poésie à l'âge de quatorze ans, alors qu'il étudiait encore au lycée Briceño Méndez à El Tigre, Anzoátegui. Peu de temps après, il parvient à publier ses poèmes dans Antorcha, un journal de sa ville. Dans les années 80, il publie ses poèmes dans la section « Papier littéraire » du célèbre journal El Nacional. Dans ses premières poèmes, des poètes américains de la « beat generation », tels que Jack Kerouac et Allen Ginsberg, le mouvement de contre-culture hippie et le romancier allemand Herman Hesse, sont ses influences majeures,. Au début, sa poésie avait une signification sociale associée à la tradition latino-américaine, la même qui caractérisait les poètes Juan Gelman, Ernesto Cardenal, Roque Dalton et Víctor Valera Mora. Plus tard, sa littérature devient plus personnelle, attentive aux sons du paysage, à la religiosité, au langage de l'amour et de la rébellion individuelle. Cela peut être vu en particulier dans l'édition du livre de poésie Príncipe de Lluvia y Duelo (« Prince de la pluie et le duel »). Jusqu'à présent, il a édité onze livres.
En 1993, il participe au « Rencontre ibéro-américaine des jeunes écrivains - Littérature et engagement » qui s'est tenue à Malaga, en Espagne. Là, il interviewe Mario Benedetti et Juan Goytisolo. Ces articles ont été publiés dans les journaux Últimas Noticias et El Nacional.
Juan Liscano, Jesús Sanoja Hernández, Gustavo Pereira, Luis Alberto Crespo et Víctor Bravo, entre autres grands écrivains, ont donné leur approbation et leurs bonnes critiques à son œuvre littéraire.
« La poésie de Tarek William Saaab s'inscrit dans le cadre naturel des réactions profondes de l'âme humaine pour créer des sociétés justes. Je dirai davantage: que la poésie en plusieurs parties constitue dans son essence spirituelle le sauvetage de la théologie révolutionnaire comme doctrine du salut. »
Son livre Los Niños del Infortunio (« Les enfants de l’infortune ». Cuba, 2006) a été traduit en anglais, français et chinois et a circulé dans plusieurs pays d'Amérique latine. Saab a écrit ce livre après avoir été invité par le président cubain, Fidel Castro, à partir d'un entretien qu'il a mené avec le mandataire cubain en 2005 à La Havane, à visiter la mission médicale cubaine au Pakistan. Ce texte a été présenté au salon du livre de la capitale cubaine en 2006, en présence de Castro et Hugo Chávez. C'est Chávez qui lui a donné le surnom d'El Poeta de la Revolución (« Le Poète de la révolution »).

## Œuvre
- Los ríos de la ira - « Les rivières de la colère » (Caracas, 1987).
- El Hacha de los Santos - « La hache des saints » (Caracas, 1992).
- Príncipe de lluvia y duelo - « Prince de la pluie et le duel » (Caracas, 1992).
- Al Fatah (México, 1994).
- Ángel Caído Ángel - « Ange déchu ange » (Caracas, 1998).
- Cielo a media asta - « Ciel en berne » (Argentina, 2001. Venezuela, 2003. Cuba, 2003).
- Cuando pasen las carretas - « Quand les charrettes passent » (Caracas, 2004).
- Poemas selectos - « Sélection de poèmes » (Colombia, 2005).
- Los niños del infortunio - « Les enfants de l’infortune » (Cuba, 2006. China, 2007)[96].
- Memorias de Gulan Rubani - « Mémoires de Gulan Rubani » (Caracas, 2007).
- Un paisaje boreal - « Un paysage boréal » (Valencia, 2008. Caracas, 2009)[97].

### Poèmes remarqués
- Este poema es una apuesta de amor - « Ce poème est un pari d’amour ».
- El fugitivo - « Le fugitif ».
- Expreso de oriente - « L’Orient Express ».
- Crepúsculo del hombre bajo el árbol - « Crépuscule de l’homme sous l’arbre ».
- Flauta dulce para una tonta canción. « Flûte douce pour une chanson idiote ».
- Oración desde una tumba de madera. « Prière depuis une tombe en bois ».
- Memorias de Gulan Rubani. « Mémoires de Gulan Rubani ».
- Maisanta.
- Salmo. « Psaume ».
- Piedras de Jericó. « Pierres de Jéricho ».
- Guaimaro.
- Un paisaje boreal. « Un paysage boréal »[98].

## Distinctions
- Mention honorable au « prix international de poésie latino-américaine Ko-Eyù » (1986).
- Finaliste de la III Biennale « Francisco Lazo Martí » de l'Ateneo de Calabozo (1987).
- Premier finaliste de la I Biennale de littérature néo-spartiate « Ángel Félix Gómez » (1991).
- Mention honorable à la Biennale de poésie « Daniel Camejo Acosta » (portugais) (1991).
- Prix de poésie de l'université centrale du Venezuela (1991).
- Prix de poésie « Esta tierra de gracia », Ramos Sucre. (1992).
- Premier finaliste du prix Conac de poésie (1999).
- Hommage au 13e Festival mondial de poésie « Quand la terre broute » (2016)[99].